# Примозоле Ест
Примозоле Ест је насеље у Италији у округу Катанија, региону Сицилија.
Према процени из 2011. у насељу је живело 9 становника. Насеље се налази на надморској висини од 5 м.